# Lotus 78
El Lotus 78 fue un monoplaza utilizado en las temporadas de Fórmula 1 de 1977 y 1978. Fue diseñado por Peter Wright, Colin Chapman, Martin Ogilvie y Tony Rudd, y fue el primer auto con efecto suelo en la Fórmula 1.

## Concepto
A principios de 1976, el decepcionante rendimiento del Lotus 72 en la temporada anterior instó a Colin Chapman, fundador de Lotus, a buscar alternativas. Inspirado en el cazabombardero De Havilland Mosquito, tomó los radiadores montados en las alas y las salidas de aire caliente sobre ellas como formas de inducir sustentación.Chapman se dio cuenta de que "dar vuelta" dicho sistema podría generar carga aerodinámica. El principio de Bernoulli lo convenció de que colocar un perfil alar invertido en el monoplaza funcionaría, finalmente entregando un documento de 27 páginas al jefe de ingeniería, Tony Rudd.
Rudd armó un equipo para avanzar en el proyecto: Ralph Bellamy (jefe de diseño), Martin Ogilvie (ingeniero automóvil) y Peter Wright (aerodinamicista). Rudd y Wright trabajaron anteriormente para British Racing Motors, y habían experimentado con perfiles alares invertidos. Sin embargo, el declive financiero de BRM imposibilitó la implementación práctica de sus avances en ese entonces. Wright incorporó aquellos descubrimientos para este proyecto.
Wright comenzó a experimentar en un túnel de viento, cuando obtuvo resultados impresionantes con uno de sus modelos. El equipo observó que al aumentar la velocidad del túnel, el suelo del auto se acercaba al piso. Adherir piezas de cartón en las vainas laterales produjo niveles fenomenales de carga aerodinámica. Los resultados fueron presentados a Colin Chapman, quien le dio rienda suelta al equipo para idear un nuevo chasis de F1.
Tras refinar el diseño en el túnel de viento del Imperial College, comenzó la producción del vehículo. Se construyeron cinco ejemplares, con el nombre en código John Player Special Mk. III, también conocido como Lotus 78, que apareció en julio de 1976. Mario Andretti quería presentar el automóvil temprano, en el Gran Premio de los Países Bajos de ese año, pero Chapman lo rechazó, ya que no quería que otros equipos descubrieran lo que Lotus había logrado.
Finalmente, el 78 debutó en la temporada 1977, ganando cinco carreras. El automóvil demostró ser fácil de configurar, especialmente la aerodinámica debajo del automóvil y su interacción con la superficie de la pista. A este fin, se requirió un diseño de suspensión más rígido para mantener los efectos aerodinámicos.

## Desarrollo
La carrocería del 78 estaba compuesta por paneles de fibra de vidrio, y aluminio para reforzar los puntos débiles. El automóvil creó un gran revuelo cuando apareció por primera ya que parecía adelantado a su tiempo.
Wright y Chapman habían descubierto que al utilizar perfiles alares invertidos a ambos lados del monoplaza podían acelerar el aire que pasaba a entre el suelo y el piso del automóvil. La zona de baja presión resultante succionaba al coche hacia el suelo y creaba tracción aerodinámica.
Copiando los radiadores del Mosquito, el aire caliente del monoplaza se expulsaba sobre la parte superior del auto, creando incluso más carga aerodinámica. Para que el efecto de succión fuera lo mayor posible, el monocasco era más delgado, forzando la mayor cantidad de aire posible por el perfil alar invertido.
La tracción aerodinámica hacía al auto mucho más maniobrable, permitiéndole tomar curvas a gran velocidad. Todo esto sin añadir resistencia en las rectas, gracias al efecto suelo.

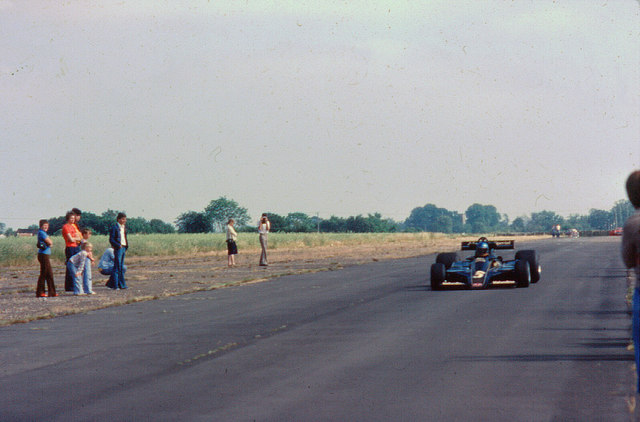
El Lotus 78 se prueba en la pista de pruebas de Lotus en Hethel

Desafortunadamente, las primeras pruebas mostraron que el área de baja presión debajo del automóvil estaba demasiado adelante, lo que requirió diseñar un alerón trasero muy grande, resultando en mayor resistencia a altas velocidades. Esto fue desventajoso en circuitos rápidos como Hockenheim y Österreichring, donde los Ferrari y McLaren eran mucho más rápidos que el 78. Para compensar, Ford proporcionó versiones de desarrollo del Ford Cosworth DFV, aumentando la velocidad del automóvil pero sacrificando fiabilidad. Andretti tuvo más de cinco fallas de motor en 1977, lo que le costó el campeonato a pesar de que había ganado cuatro carreras y obtenido seis poles. Finalmente, se diseñó un alerón más pequeño para el Gran Premio de Italia (ver la imagen de arriba), lo que redujo la resistencia y permitió que Andretti obtuviera una victoria "en casa".

## Historial de carreras

### 1977

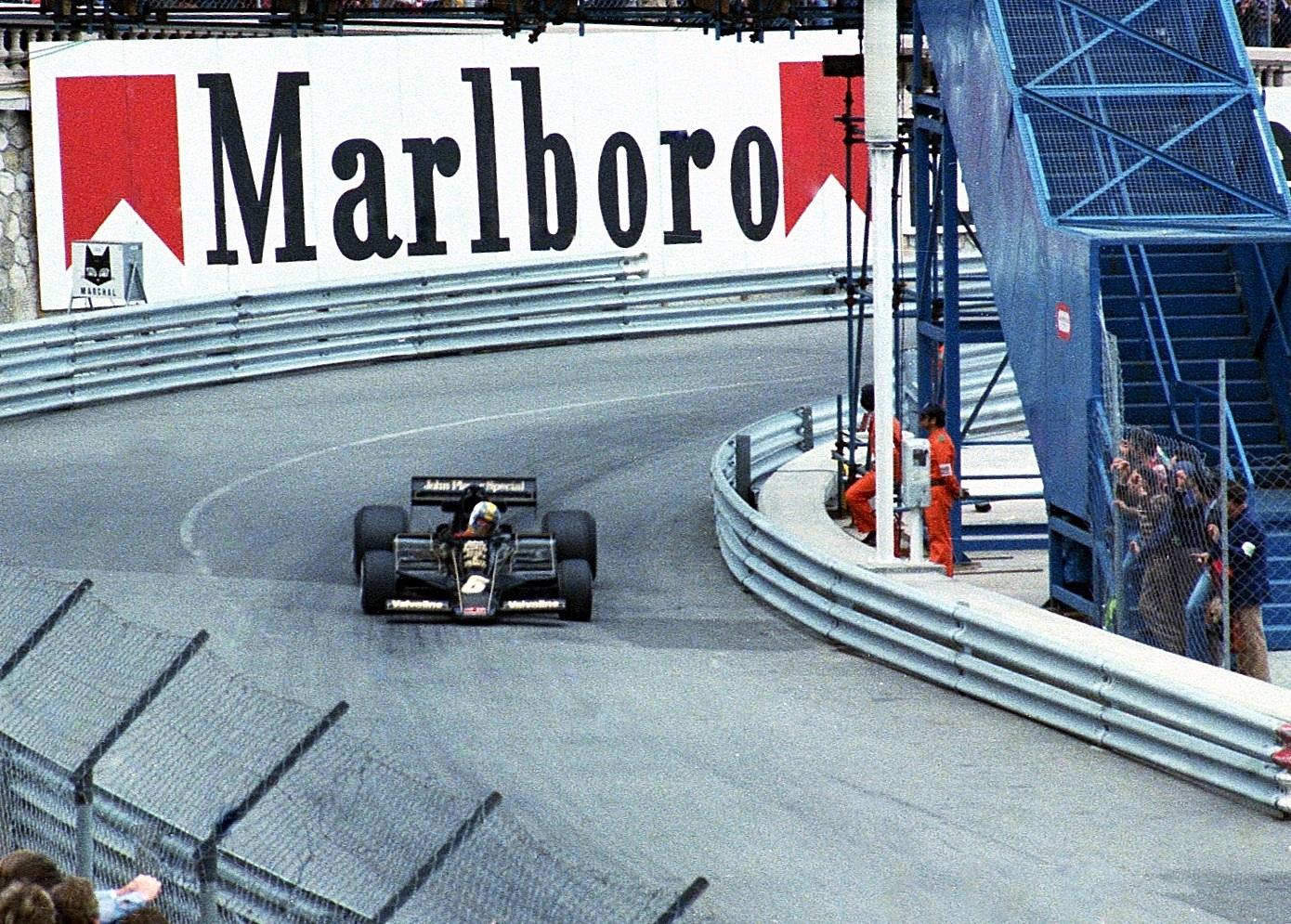
Gunnar Nilsson conduciendo el 78 en el Gran Premio de Mónaco de 1977

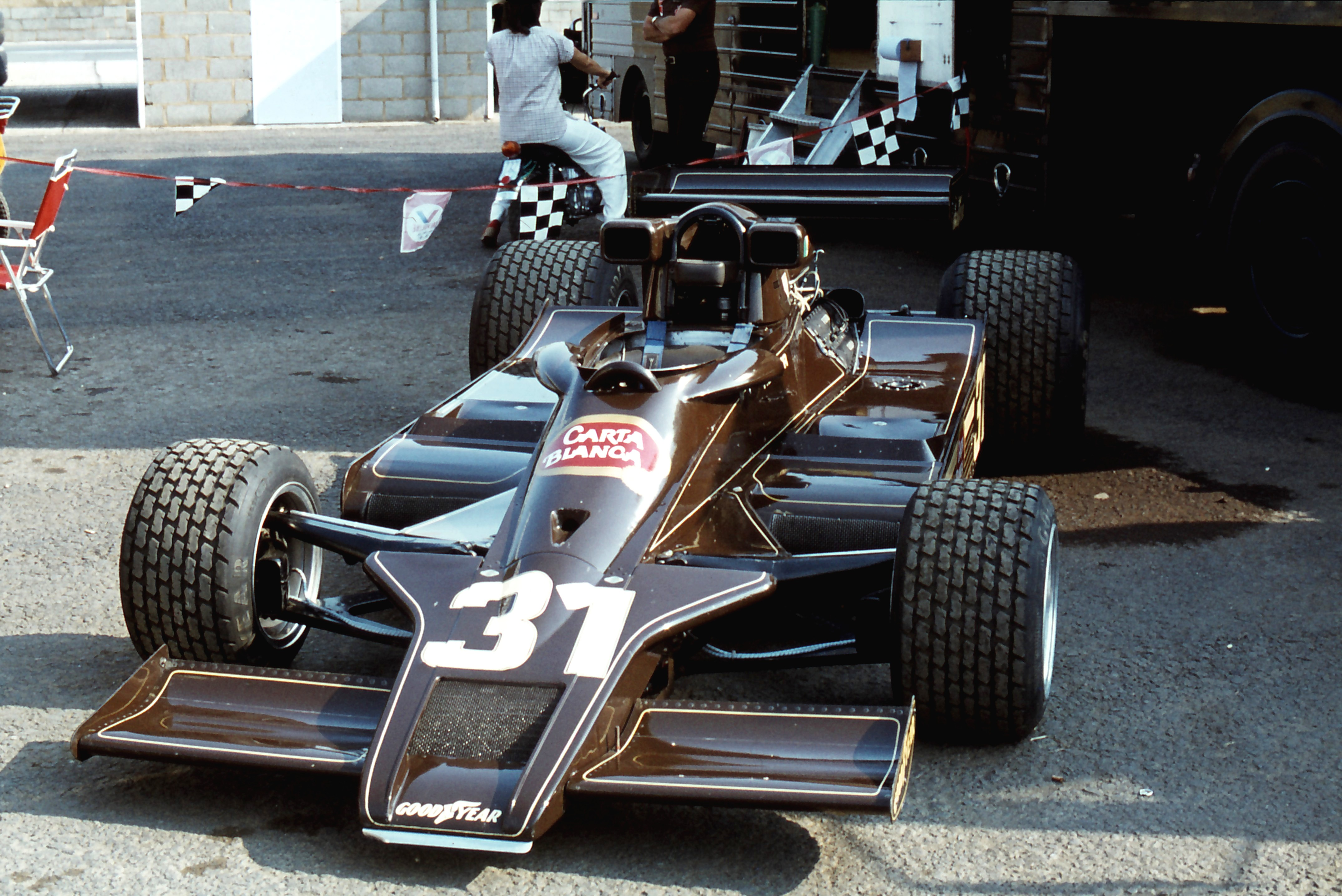
Lotus 78 de Héctor Rebaque en el Gran Premio de Gran Bretaña de 1979, donde se utilizó como coche de repuesto

Era evidente que el Lotus 78 ocultaba un secreto, como lo demostraron Andretti y Gunnar Nilsson al ganar la carrera en Bélgica: cuando el auto funcionaba bien, era virtualmente inalcanzable. El resto de los equipos intentaron desesperadamente replicar de alguna manera el éxito del 78 en sus diseños. El problema es que no tenían idea cual era el principio de su funcionamiento ya que Chapman y otros miembros del equipo Lotus inventaban excusas para sus victorias y los faldones laterales en el auto ocultaban su parte inferior.

### 1978
El 78 era lo suficientemente bueno como para ganando carreras en 1978, con Andretti y Ronnie Peterson logrando victorias además de tres poles antes de ser reemplazado por el Lotus 79.
Debido a los daños sufridos en su 79 en los entrenamientos, Ronnie Peterson se vio obligado a utilizar el coche de reserva, 78/3 ( JPS-17 ), para clasificarse para el Gran Premio de Italia de 1978 . El sueco se vio envuelto en un accidente masivo en la línea de salida, lo que provocó que su automóvil chocara de frente, destruyendo por completo la parte delantera del vehículo. Peterson después del accidente.
En total, el Lotus 78 obtuvo siete victorias, nueve poles y anotó 106 puntos.

## Resultados

### Fórmula 1
(Clave) (negrita indica pole position) (cursiva indica vuelta rápida)

| Año  | Equipo                 | Motor                | Neu. | Pilotos         | 1   | 2   | 3   | 4    | 5    | 6    | 7   | 8   | 9   | 10  | 11  | 12  | 13  | 14  | 15  | 16  | 17  | Points | WCC |
| ---- | ---------------------- | -------------------- | ---- | --------------- | --- | --- | --- | ---- | ---- | ---- | --- | --- | --- | --- | --- | --- | --- | --- | --- | --- | --- | ------ | --- |
| 1977 | John Player Team Lotus | Ford Cosworth DFV V8 | G    |                 | ARG | BRA | RSA | USW  | ESP  | MON  | BEL | SWE | FRA | GBR | GER | AUT | NED | ITA | USA | CAN | JPN | 62     | 2º  |
| 1977 | John Player Team Lotus | Ford Cosworth DFV V8 | G    | Mario Andretti  | 5   | Ret | Ret | 1    | 1    | 5    | Ret | 6   | 1   | 14  | Ret | Ret | Ret | 1   | 2   | 9   | Ret | 62     | 2º  |
| 1977 | John Player Team Lotus | Ford Cosworth DFV V8 | G    | Gunnar Nilsson  | DNS | 5   | 12  | 8    | 5    | Ret  | 1   | 19  | 4   | 3   | Ret | Ret | Ret | Ret | Ret | Ret | Ret | 62     | 2º  |
| 1978 | John Player Team Lotus | Ford Cosworth DFV V8 | G    |                 | ARG | BRA | RSA | USW  | MON  | BEL  | ESP | SWE | FRA | GBR | GER | AUT | NED | ITA | USA | CAN |     | 86     | 1º  |
| 1978 | John Player Team Lotus | Ford Cosworth DFV V8 | G    | Mario Andretti  | 1   | 4   | 7   | 2    | 11   |      |     |     |     |     |     |     |     |     |     |     |     | 86     | 1º  |
| 1978 | John Player Team Lotus | Ford Cosworth DFV V8 | G    | Ronnie Peterson | 5   | Ret | 1   | 4    | Ret  | 2    |     |     |     |     |     |     |     | Ret |     |     |     | 86     | 1º  |
| 1978 | Team Rebaque           | Ford Cosworth DFV V8 | G    | Héctor Rebaque  | DNQ | Ret | 10  | DNPQ | DNPQ | DNPQ | Ret | 12  | DNQ | Ret | 6   | Ret | 11  | DNQ | Ret | DNQ |     | 86     | 1º  |

1. ↑  El total incluye puntos logrados en el Lotus 79 utilizado por el resto de la temporada.